# Anello vescovile

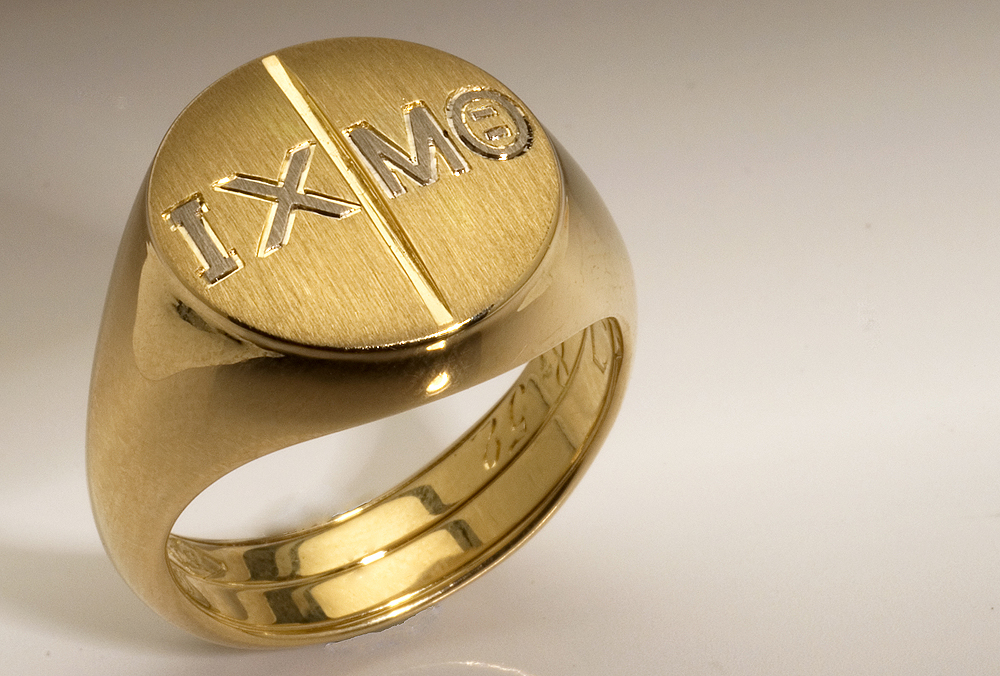
Anello episcopale di mons. Ivo Muser

L'anello vescovile, chiamato anche anello pastorale o anello episcopale, è uno delle quattro insegne episcopali dei vescovi cattolici. L'anello episcopale indossato dal papa, invece, è chiamato anello del pescatore.

## Descrizione e storia

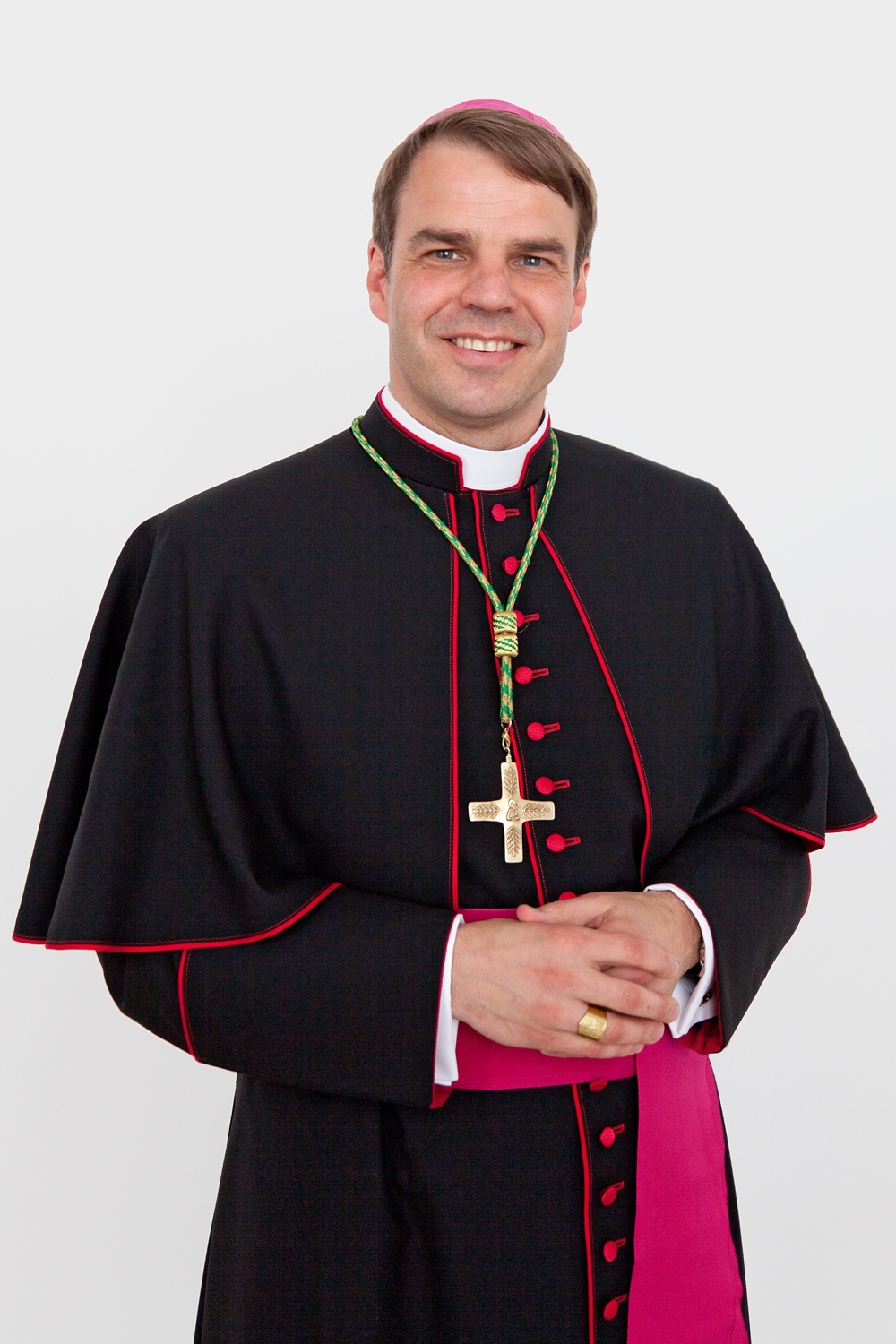
Mons. Stefan Oster, in abito piano, porta l'anello vescovile nell'anulare della mano destra

L'anello episcopale è un cerchio di metallo, portato dal vescovo sempre all'anulare destro.
Nell'antica Roma, fin dai tempi della repubblica, i sacerdoti di alto rango o i membri del senato indossavano anelli prima di ferro, poi d'oro, ed era usanza che coloro che si rivolgevano ad essi baciassero gli anelli in segno di rispetto e sottomissione; questa usanza sarebbe poi passata ai monarchi e, successivamente in epoca medievale, agli esponenti del cattolicesimo. L'uso degli anelli in ambito cristiano, però, si evidenzia già in età paleocristiana, dato che nelle catacombe sono stati rinvenuti anelli decorati con incisioni simboliche.
Con il passare del tempo, gli anelli assunsero maggiore sontuosità: essi infatti erano dorati e recavano sulla sommità pietre preziose, a volte arricchite con brillanti; il tipo di pietra era espressione del grado gerarchico di chi lo portava al dito: lo zaffiro o il rubino decoravano gli anelli dei cardinali, il topazio giallo quelli degli arcivescovi e l'ametista quelli dei vescovi.
Oggigiorno l'anello vescovile può anche essere realizzato con materiali più umili, e non sempre è ornato con pietre preziose o brillanti; solitamente è decorato con incisioni e fregi che rappresentano simboli religiosi.

## Significato

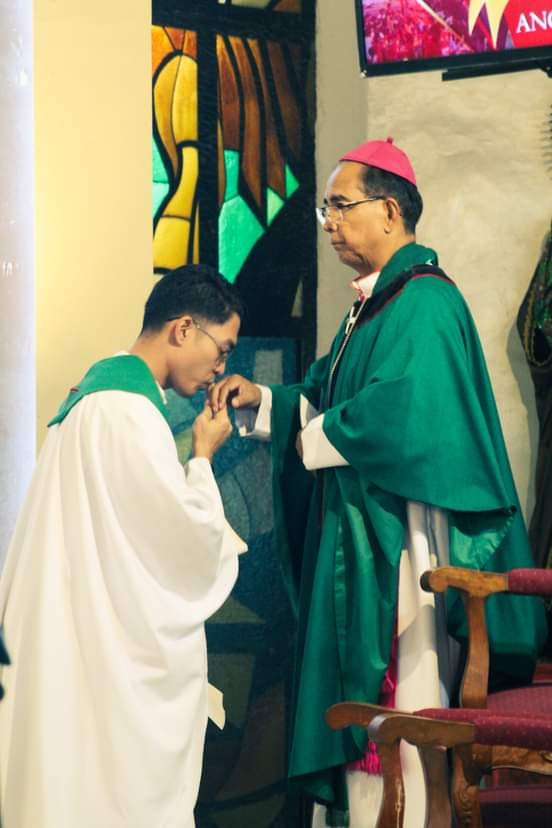
Un sacerdote bacia l'anello episcopale del vescovo

L'anello è per il vescovo segno di fedeltà e di unione sponsale con la Chiesa universale, oltre che con la propria diocesi, qualora egli non fosse un vescovo titolare; l'anello è, dunque, la manifestazione dell'obbedienza, della fedeltà e della disponibilità al servizio che il vescovo ha nei riguardi della Chiesa. Inoltre, l'anello è simbolo del potere che il vescovo esercita sui fedeli a lui affidati, che deve guidare e custodire, oltre che sul suo presbiterio. Per questo motivo, fino a poco tempo fa, era consuetudine riverirsi e baciare l'anello del vescovo come segno di saluto, o concludere le lettere indirizzate a lui con l'espressione mi inchino al bacio del sacro anello. Infine, la forma circolare dell'anello rimanda al concetto di eternità, dato che, per la sua geometria, non ha né inizio né fine.

## Consegna dell'anello ed eccezioni
Il vescovo porta l'anello in qualsiasi celebrazione liturgica e in ogni momento della giornata, tranne nell'azione liturgica della passione del Signore; egli lo riceve per la prima volta durante il rito di ordinazione episcopale. Nel corso di tale rito, difatti, il vescovo ordinante principale mette l'anello al dito anulare della mano destra all'ordinato dicendo:
(Pontificale Romano, Ordinazione del vescovo, dei presbiteri e dei diaconi)
Come è stato riportato precedentemente, l'anello episcopale è indossato anche dai cardinali, i quali, dopo essere stati nominati dal papa, ricevono da lui un anello che esprime maggiore legame con il romano pontefice e la Chiesa, il cosiddetto anello cardinalizio, in occasione del concistoro per la creazione di nuovi cardinali. Durante tale cerimonia, il papa mette l'anello al dito anulare della mano destra al neocardinale pronunciando queste parole:
(Concistoro ordinario pubblico, consegna dell'anello)
Nonostante l'anello vescovile sia prerogativa principale di coloro che hanno ricevuto l'ordinazione episcopale, esistono, ancora oggi, alcune eccezioni. Infatti, secondo quanto stabilito da papa Paolo VI nella lettera apostolica in forma di motu proprio Pontificalia insignia del 21 giugno 1968, i legati pontifici, gli abati e i prelati che hanno giurisdizione su un territorio separato da una diocesi, gli amministratori apostolici, gli abati regolari de regimine che hanno ricevuto la benedizione abbaziale, i vicari apostolici e i prefetti apostolici possono indossare le insegne pontificali, e dunque anche l'anello alla maniera episcopale. In particolare l'abate, qualora ne avesse diritto, lo riceve con queste parole dal vescovo che lo benedice:
(Pontificale Romano, Istituzione dei ministri, consacrazione delle vergini, benedizione abbaziale)

## Galleria d'immagini

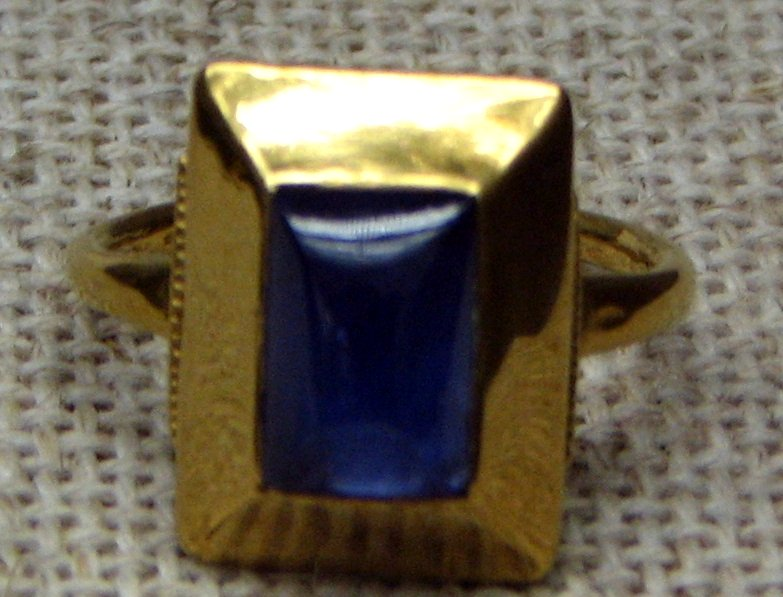
Anello dell'arcivescovo Alberone di Montreuil (1131–1152)
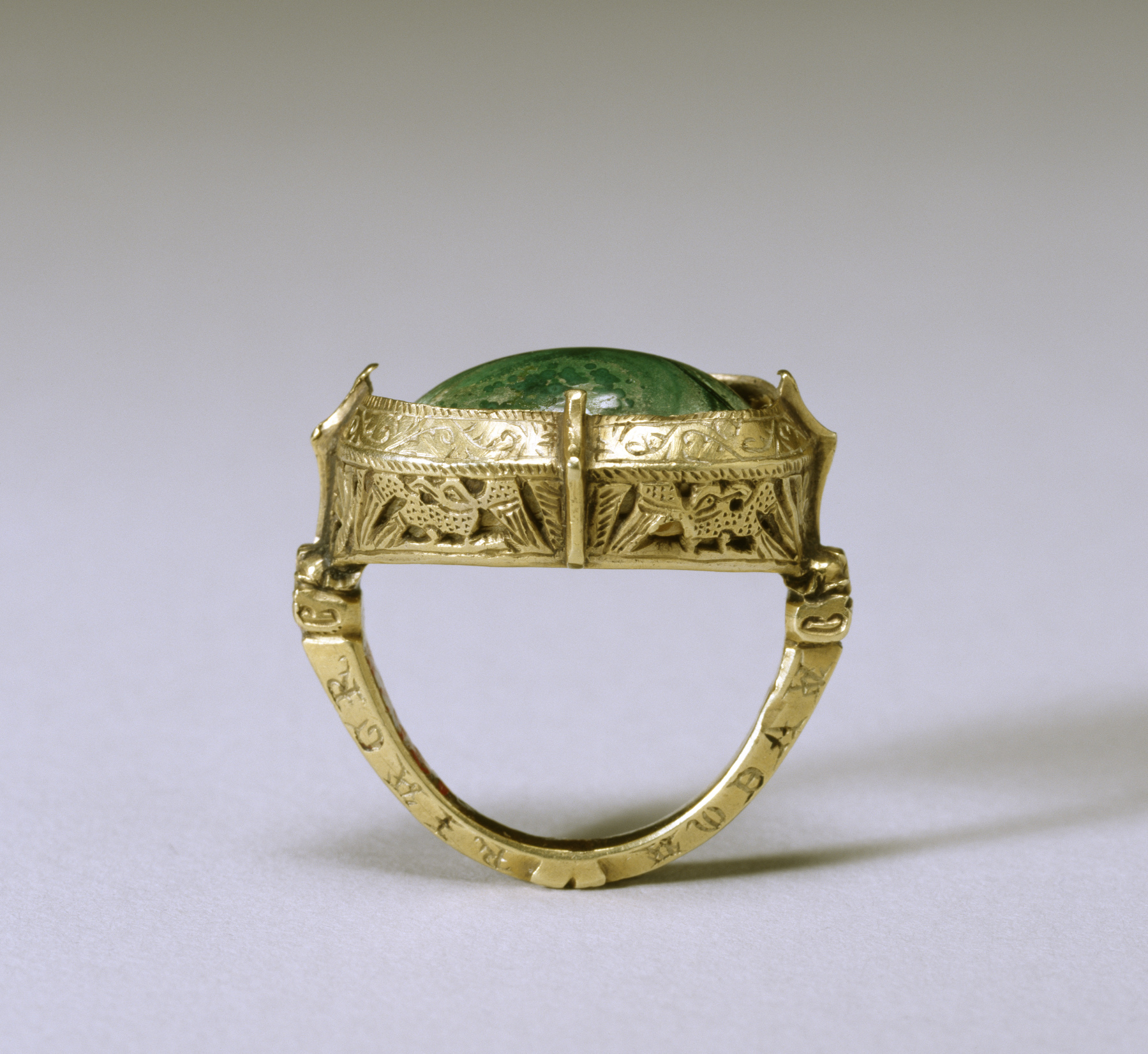
Anello vescovile, risalente al XIII secolo e conservato presso il Walters Art Museum, in oro con un'unica pietra, in questo caso malachite. L'oro è decorato con aquile traforate, teste di animali ed elementi floreali
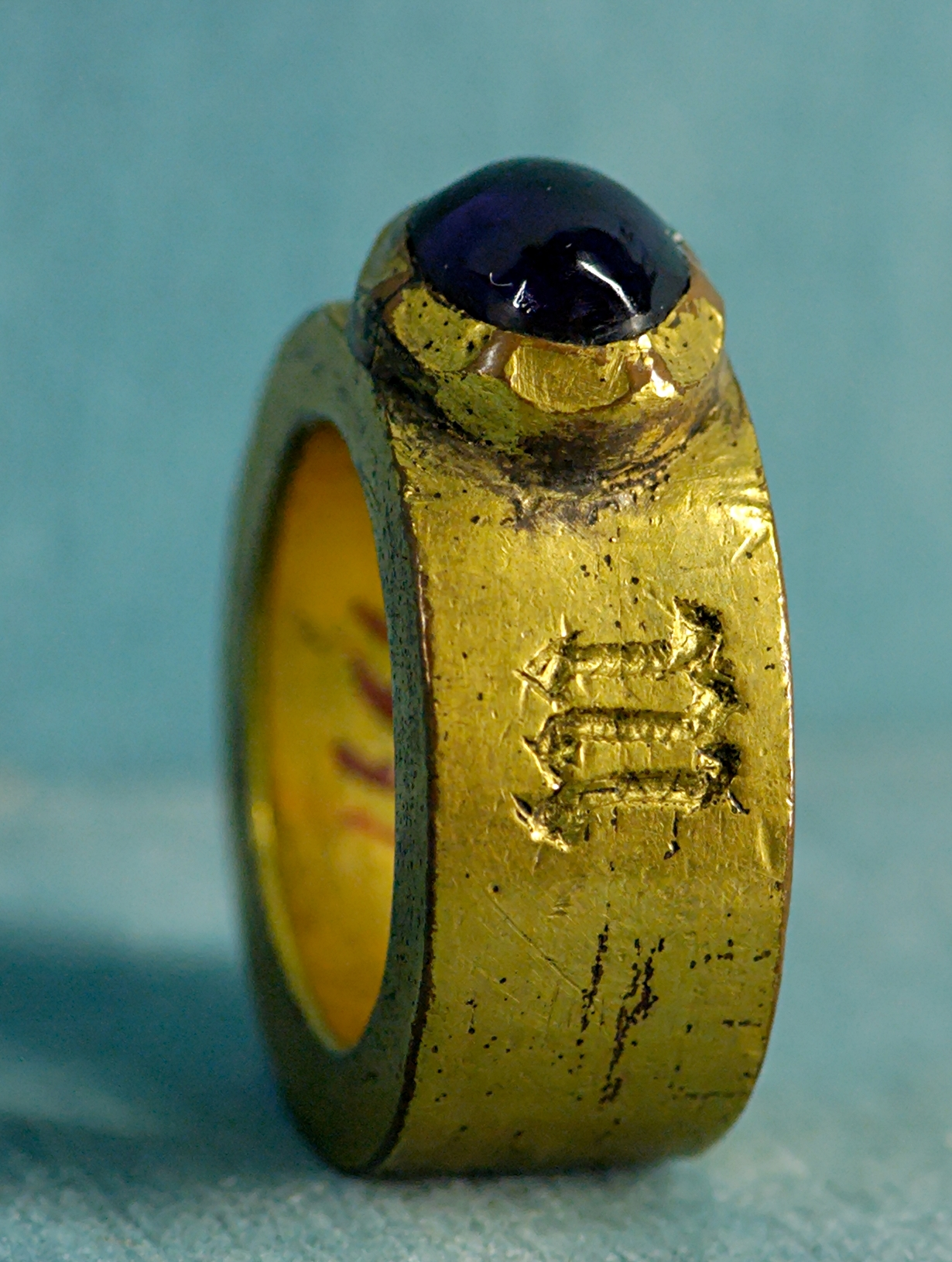
Anello episcopale, risalente al XV secolo e conservato al Museo di Cluny, in bronzo dorato con ametista incastonata
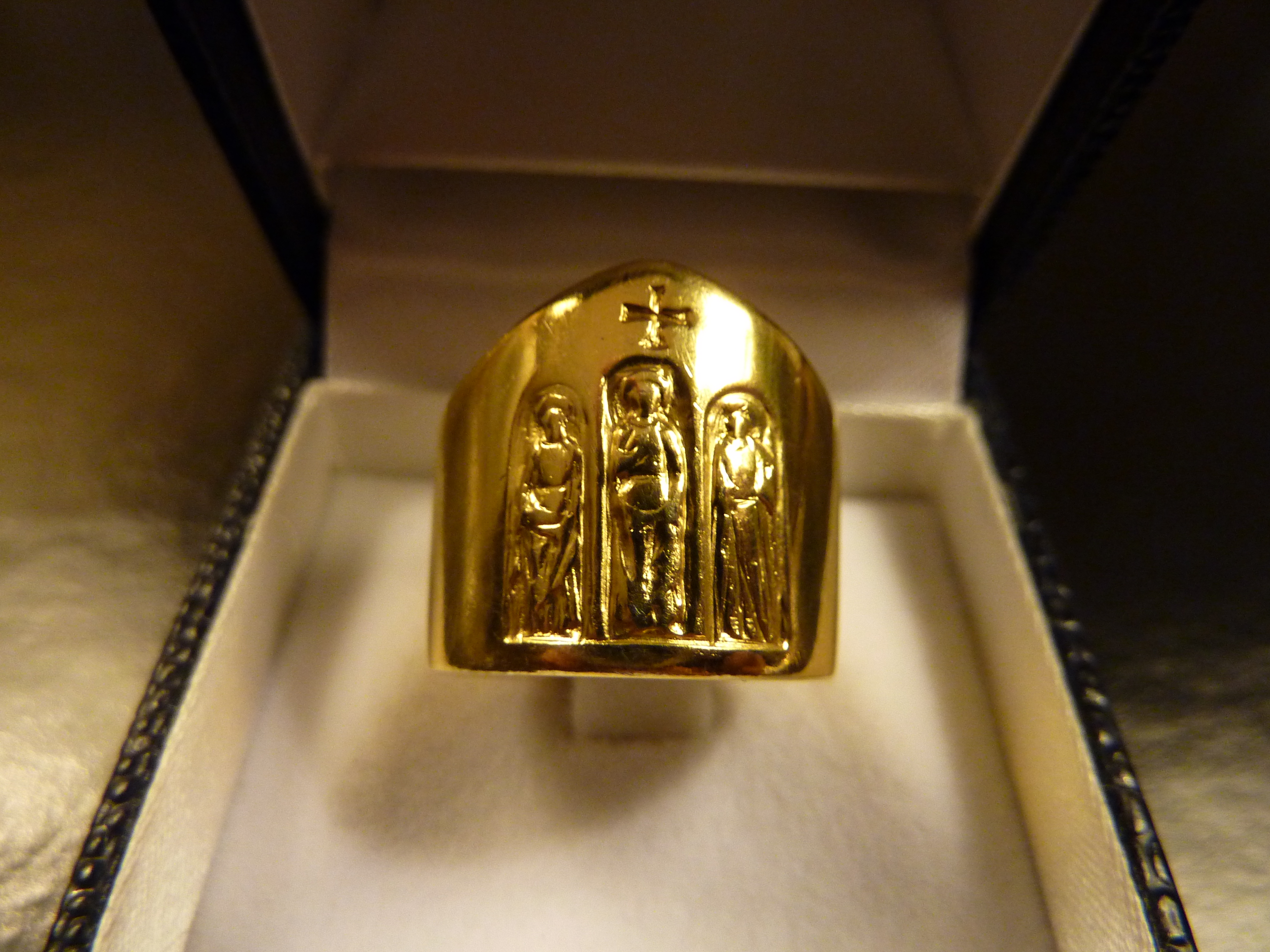
Anello conciliare offerto da papa Paolo VI ai padri conciliari nel dicembre 1965
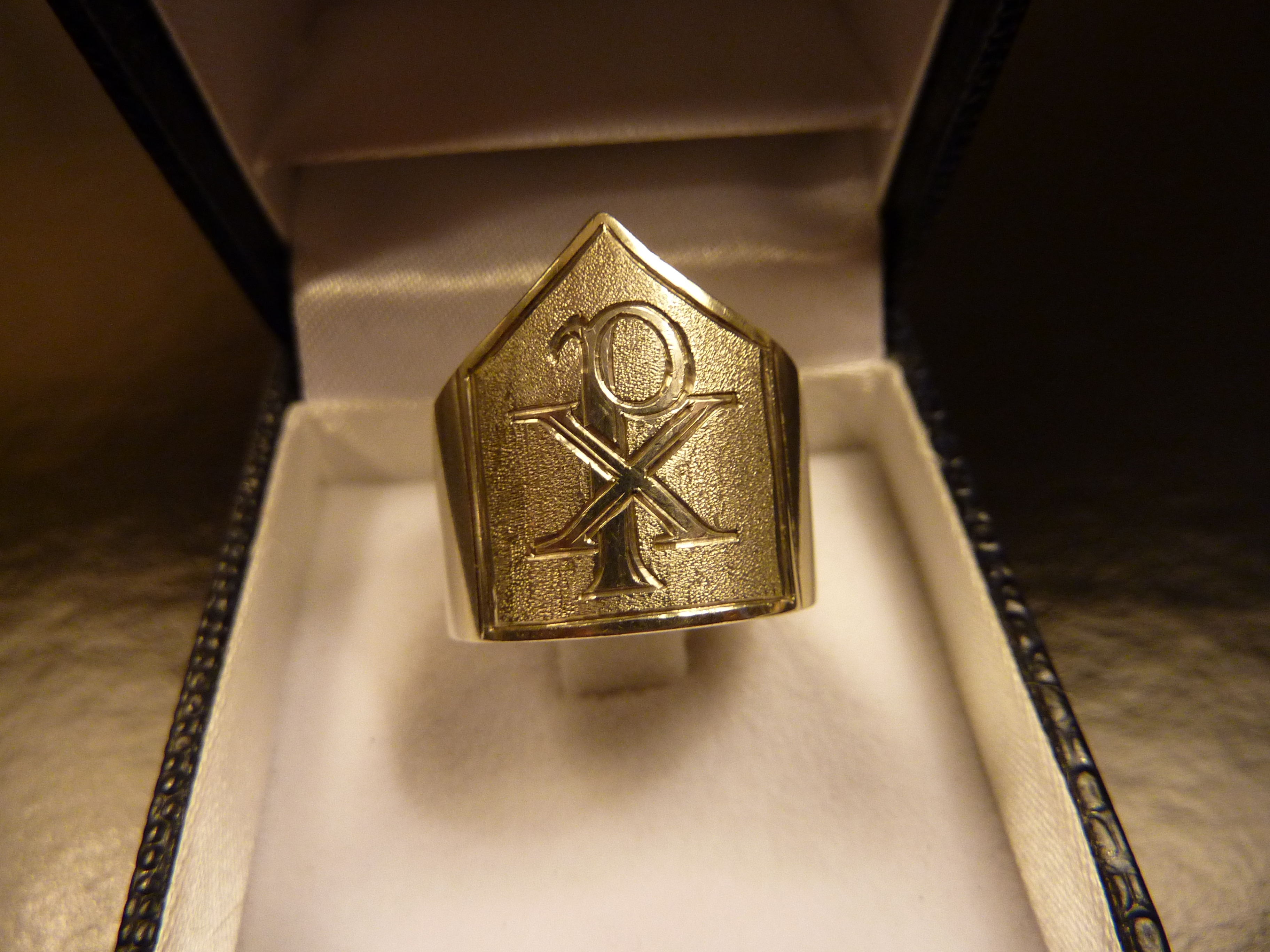
Anello episcopale in argento recante le prime due lettere della parola greca χριστός (Christós, ovvero Cristo): chi e rho
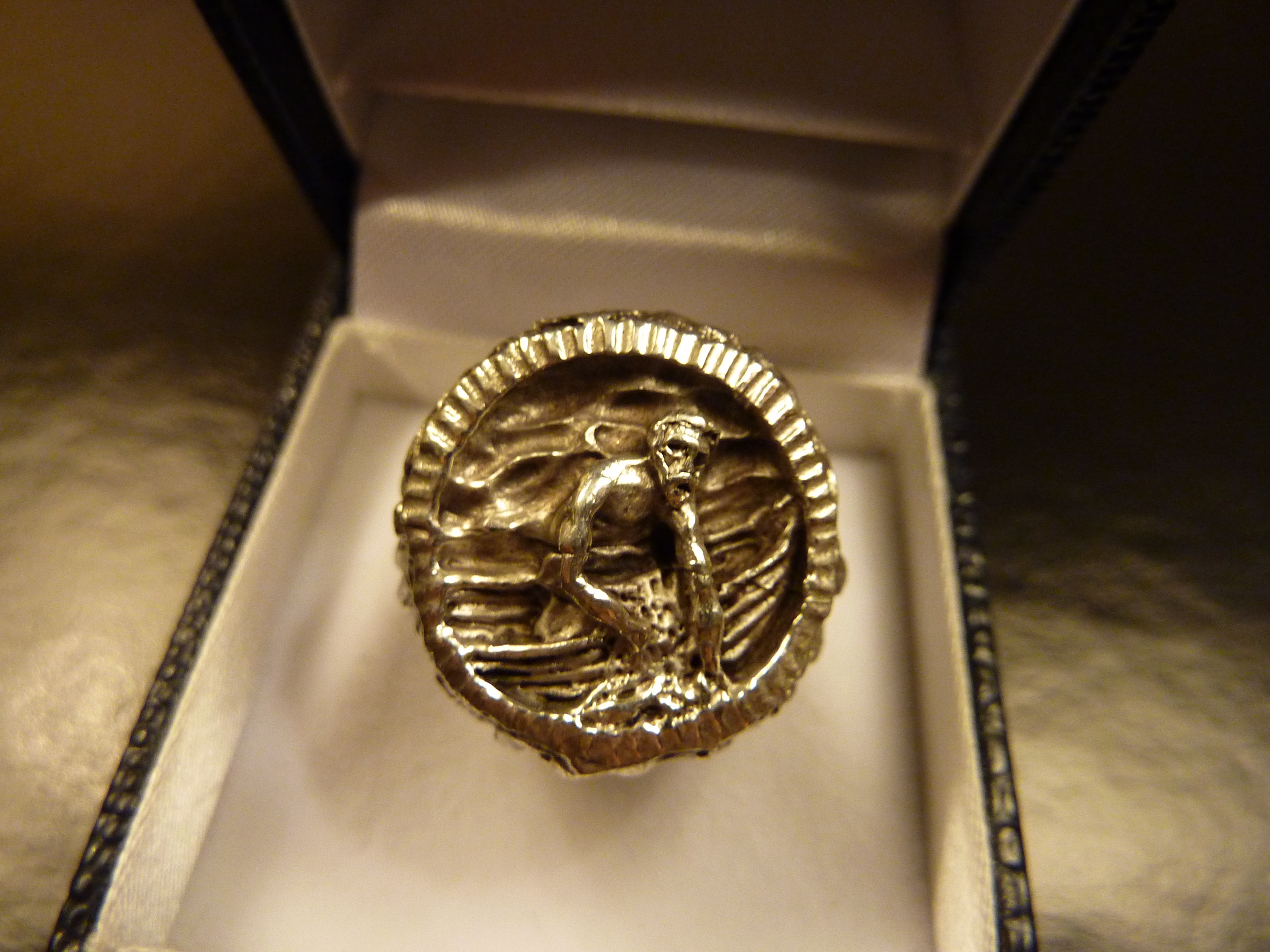
Anello episcopale in argento recante la figura di un pescatore
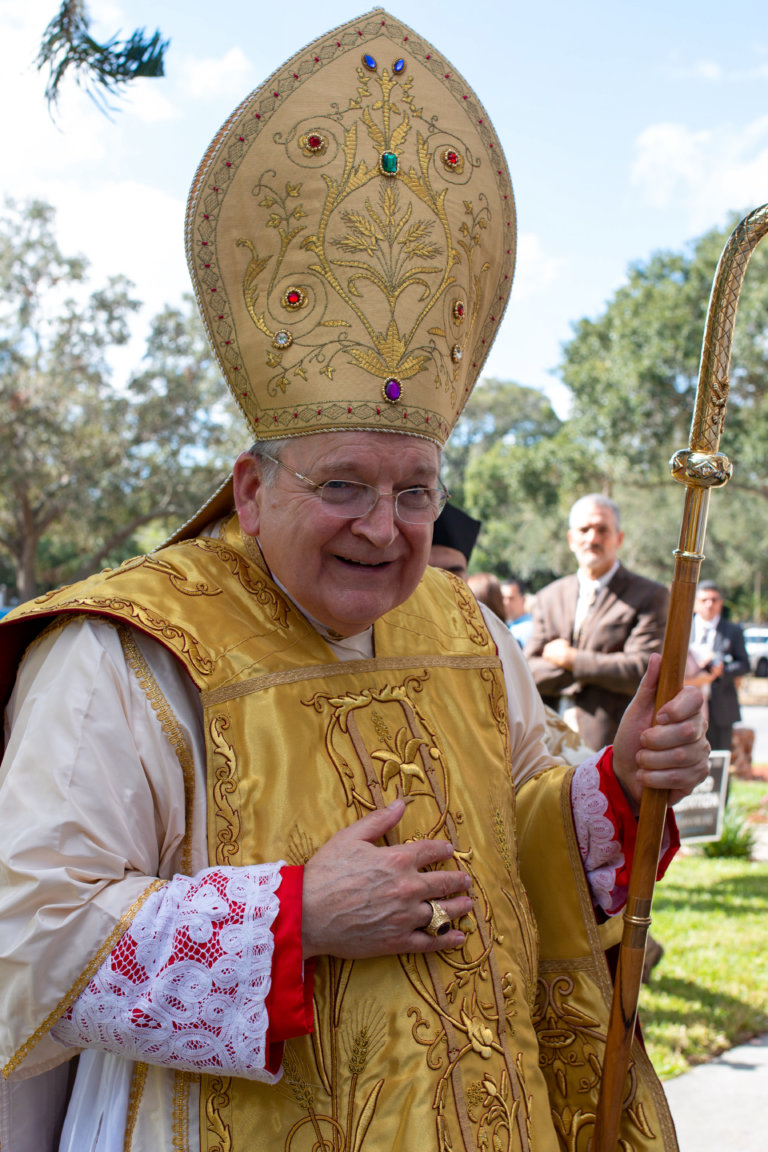
Il cardinale Raymond Leo Burke, in abiti pontificali, indossa l'anello episcopale